# Что происходит потом
«Что происходит потом» (англ. What Happens Later) — американский художественный фильм 2023 года, срежиссированный актрисой Мег Райан. Она же сыграла главную женскую роль, а её партнёром стал Дэвид Духовны.

## Сюжет
Действие фильма происходит в аэропорту, где встречаются после многих лет разлуки бывшие любовники. Они проводят вместе несколько часов, который посвящают воспоминаниям о молодости, размышлениям о совершённых ошибках и примирению.
Литературной основой сценария стала пьеса Стивена Дитца.

## В ролях
- Мег Райан — Вилла
- Дэвид Духовны — Билл

## Релиз и восприятие
Изначально начало театрального проката было запланировано на 13 октября 2023 года, но потом его перенесли на 3 ноября, чтобы избежать конкуренции с картиной Taylor Swift: The Eras Tour. Фильм собрал 603 тысячи долларов в 1492 кинотеатрах в первый день проката и 1,6 млн долларов в первый уик-энд, заняв девятое место в бокс-офисе.